# Nikita (Crimea)
Nikita (en ucraniano: Нікіта; en ruso: Никита; en tártaro de Crimea: Nikita) es un asentamiento urbano del Municipio de Yalta de la República de Crimea o República Autónoma de Crimea, territorio disputado entre Rusia y Ucrania. Es conocido por albergar el Jardín Botánico Nikitsky. El censo de Crimea de 2014 arrojó un resultado de 2.257  habitantes.